# Хамлет
Трагедија Хамлета, краљевића данског (енгл. The Tragedy of Hamlet, Prince of Denmark), често написано само Хамлет, је трагедија коју је написао Виљем Шекспир негде између 1599. и 1601. године. Хамлет је Шекспирова најдужа драма. Смештена у Данској, драма приказује принца Хамлета и његове покушаје да се освети свом ујаку, Клаудију, који је убио Хамлетовог оца како би заузео његов престо и оженио се Хамлетовом мајком. Хамлет се сматра једном од „најмоћнијих и најутицајнијих трагедија на енглеском језику“, са причом способном за „наизглед бескрајно препричавање и адаптацију од стране других“. Широко се сматра једном од највећих драма свих времена. Постоје три различите ране верзије драме: Први кварто (Q1, 1603); Други кварто (Q2, 1604); и Први фолио (F1, 1623). Свака верзија укључује стихове и одломке који недостају у осталима.
Многа дела су наведена као могући извори за Шекспирову драму, од старогрчких трагедија до елизабетанских драма. Уредници часописа Arden Shakespeare доводе у питање идеју „лова на изворе“, истичући да она претпоставља да су ауторима увек потребне идеје из других дела за своја и сугеришу да ниједан аутор не може имати оригиналну идеју или бити творац. Када је Шекспир писао, постојале су многе приче о синовима који освећују убиство својих очева, и многе о паметним синовима осветницима који се претварају да су глупи како би надмудрили своје непријатеље. То би укључивало причу о старом Римљанину, Луцију Јунију Бруту, коју је Шекспир очигледно познавао, као и причу о Амлету, коју је на латинском сачувао хроничар из 13. века Саксо Граматикус у својој Gesta Danorum, а штампана је у Паризу 1514. године. Причу о Амлету је потом адаптирао, а затим објавио на француском 1570. године научник из 16. века Франсоа де Белфорест. Постоји низ заједничких елемената заплета и главних ликова са Шекспировим Хамлетом, а недостају јој други који се налазе код Шекспира. Белфорестова прича је први пут објављена на енглеском језику 1608. године, након што је Хамлет написан, мада је могуће да је Шекспир наишао на њу у њеној француској верзији.

## Ликови
- Краљ Клаудије – Краљ Данске, Хамлетов ујак и брат бившег краља
- Гертруда  – Краљица Данске и Хамлетова мајка
- Полоније – главни саветник краља
- Офелија – Полонијева ћерка
- Хорацио – Хамлетов пријатељ
- Лаерт – Полонијев син
- Волтиманд и Корнелије – дворани
- Розенкранц и Гилденстерн – дворани, Хамлетови пријатељи
- Озрик – дворанин
- Марцело – официр
- Бернардо – официр
- Франциско – војник
- Рејналдо – Полонијев слуга
- Дух – дух Хамлетовог оца, краљ
- Фортинбрас – принц Норвешке
- Гробари – пар тутора
- Краљ играча, Краљица играча, Луцијанус, итд. – играчи

## Заплет

### Први чин
Принц Хамлет од Данске је син недавно преминулог краља Хамлета и нећак краља Клаудија, брата и наследника његовог оца. Клаудије се брзо оженио удовицом краља Хамлета, Гертрудом, Хамлетовом мајком, и преузео престо. Данска има дугогодишњи сукоб са суседном Норвешком, у којој је краљ Хамлет убио краља Фортинбраса од Норвешке у бици пре неколико година. Иако је Данска победила Норвешку, а норвешки престо пао у руке немоћног брата краља Фортинбраса, Данска се плаши да је инвазија коју предводи син преминулог норвешког краља, принц Фортинбрас, неизбежна.
Једне хладне ноћи на бедемима Елсинора, данског краљевског замка, стражари Бернардо и Марцелус разговарају о духу који подсећа на покојног краља Хамлета, кога су недавно видели, и доводе принца Хамлетовог пријатеља Хорација као сведока. Након што се дух поново појави, њих тројица се заветују да ће рећи принцу Хамлету шта су видели.
Двор се окупља следећег дана, а краљ Клаудије и краљица Гертруда разговарају о државним пословима са својим старијим саветником Полонијем. Клаудије дозвољава Полонијевом сину Лаерту да се врати у школу у Француској и шаље изасланике да обавесте краља Норвешке о Фортинбрасу. Клаудије такође испитује Хамлета о његовој континуираној тузи за оцем и забрањује му да се врати на универзитет у Витенбергу. Након што двор оде, Хамлет очајава због очеве смрти и нагле поновне удаје своје мајке. Сазнавши за духа од Хорација, Хамлет одлучује да га сам види.
Док се Полонијев син Лаерт спрема да оде у Француску, Полоније му нуди савет који кулминира у максими „буди веран себи“. Полонијева ћерка, Офелија, признаје своје интересовање за Хамлета, али Лаерт је упозорава да не тражи принчеву пажњу, а Полоније јој наређује да одбије његова удварања. Те ноћи на бедему, дух се јавља Хамлету, говори принцу да га је убио Клаудије (сипајући му отров у ухо док је спавао) и захтева да Хамлет освети убиство. Хамлет пристаје, а дух нестаје. Принц се поверава Хорацију и стражарима да од сада планира да „стави луду нарав“, односно да се понаша као да је полудео. Хамлет их тера да се закуну да ће држати његове планове за освету у тајности; међутим, он остаје несигуран у поузданост духа.

### Други чин
Офелија жури оцу, говорећи му да је Хамлет претходне ноћи стигао на њена врата полугол и понашајући се чудно. Полоније криви љубав за Хамлетово лудило и одлучује да обавести Клаудија и Гертруду. Када уђе да то учини, краљ и краљица дочекују Розенкранца и Гилденстерна, два студента познаника Хамлета, у Елсинору. Краљевски пар је затражио да двојица студената истраже узрок Хамлетовог расположења и понашања. Додатне вести захтевају да Полоније сачека да буде саслушан: гласници из Норвешке обавештавају Клаудија да је краљ Норвешке укорио принца Фортинбраса због покушаја да поново води битке свог оца. Снаге које је Фортинбрас регрутовао да марширају против Данске уместо тога ће бити послате против Пољске, иако ће проћи кроз данску територију да би стигле тамо.
Полоније саопштава Клаудију и Гертруди своју теорију о Хамлетовом понашању, а затим разговара са Хамлетом у дворани замка покушавајући да сазна више. Хамлет се претвара да је луд и суптилно вређа Полонија све време. Када Розенкранц и Гилденстерн стигну, Хамлет топло поздравља своје „пријатеље“, али брзо схвата да су они тамо да га шпијунирају за Клаудија. Хамлет признаје да је узнемирен својом ситуацијом, али одбија да каже прави разлог, уместо тога примећујући „Какво је дело човек“. Розенкранц и Гилденстерн говоре Хамлету да су са собом довели трупу глумаца које су упознали док су путовали у Елсинор. Хамлет, након што је поздравио глумце и отпустио своје пријатеље који су постали шпијуни, тражи од њих да одрже монолог о смрти краља Пријама, којој је сведочила краљица Хекуба, на врхунцу Тројанског рата. Хамлет затим тражи од глумаца да поставе „Убиство Гонзага“, представу која приказује смрт у стилу убиства његовог оца. Хамлет намерава да проучи Клаудијеву реакцију на драму и тиме утврди истинитост приче духа о Клаудијевој кривици.

### Трећи чин
Полоније тера Офелију да врати Хамлетова љубавна писма принцу док он и Клаудије тајно посматрају како би проценили Хамлетову реакцију. Хамлет шета сам ходником док краљ и Полоније чекају Офелијин улазак. Хамлет размишља о животу и смрти. Када Офелија уђе и покуша да врати Хамлетове ствари, Хамлет је оптужује за нескромност и виче „иди у манастир“, мада није јасно да ли је и то израз лудила или истинске патње. Његова реакција убеђује Клаудија да Хамлет није луд за љубављу. Убрзо након тога, двор се окупља да гледа представу коју је Хамлет наручио. Након што је видео како његов ривал убија Краља Глумца како му сипа отров у уво, Клаудије нагло устаје и истрчава из собе; за Хамлета је то доказ кривице његовог ујака.
Гертруда позива Хамлета у своју одају да захтева објашњење. У међувремену, Клаудије разговара сам са собом о немогућности покајања, пошто још увек поседује своју нелегално стечену имовину: круну и жену свог брата. Пада на колена. Хамлет, на путу да посети мајку, прикрада му се с леђа, али га не убија, сматрајући да ће га убиство Клаудија док се моли послати право у рај, док ће дух његовог оца бити заглављен у чистилишту. У краљичиној спаваћој соби, Хамлет и Гертруда се жестоко свађају. Полоније, шпијунирајући разговор иза таписерије, позива у помоћ док Гертруда, верујући да Хамлет жели да је убије, и сама позива у помоћ.
Хамлет, верујући да је то Клаудије, дивље убоде ножем, убијајући Полонија, али он помера завесу и увиђа своју грешку. У бесу, Хамлет брутално вређа мајку због њеног очигледног незнања о Клаудијевој злочинности, али дух улази и опомиње Хамлета због његове неактивности и оштрих речи. Неспособна да сама види или чује духа, Гертруда схвата Хамлетов разговор са њим као додатни доказ лудила. Након што је замолио краљицу да престане да спава са Клаудијем, Хамлет одлази, одвлачећи Полонијево тело.

### Четврти чин
Хамлет се шали са Клаудијем о томе где је сакрио Полонијево тело, а краљ, плашећи се за свој живот, шаље Розенкранца и Гилденстерна да прате Хамлета у Енглеску са запечаћеним писмом енглеском краљу у којем захтева да се Хамлет одмах погуби.
Полуђена тугом због Полонијеве смрти, Офелија лута Елсинором. Лаерт се враћа из Француске, бесан због очеве смрти и сестриног лудила. Клаудије убеђује Лаерта да је Хамлет искључиво одговоран, али убрзо стиже писмо које указује да се Хамлет вратио у Данску, осујећујући Клаудијев план. Клаудије мења тактику, предлажући мачевање између Лаерта и Хамлета како би решили своје разлике. Лаерту ће бити дат фалт са отровним врхом, а ако то не успе, Клаудије ће понудити Хамлету отровано вино као честитку. Гертруда прекида да би јавила да се Офелија удавила, иако није јасно да ли је то било самоубиство или несрећа изазвана њеним лудилом.

### Пети чин
Хорацио је добио писмо од Хамлета, у којем се објашњава да је принц побегао преговарајући са пиратима који су покушали да нападну његов брод који је пловио за Енглеску, а пријатељи се поново уједињују иза сцене. Два гробара разговарају о Офелијином наводном самоубиству док копају њен гроб. Хамлет стиже са Хорацијом и шали се са једним од гробара, који ископава лобању шаљивџије из Хамлетовог детињства, Јорика. Хамлет узима лобању, говорећи „Јао, јадни Јорик“ док размишља о смртности. Приближава се Офелијина погребна поворка, коју предводи Лаерт. Хамлет и Хорацио се у почетку крију, али када Хамлет схвати да је Офелија та која ће бити сахрањена, он се открива, изјављујући своју љубав према њој. Лаерт и Хамлет се свађају поред Офелијиног гроба, али туча је прекинута.
Назад у Елсинору, Хамлет објашњава Хорацију да је открио Клаудијево писмо међу стварима Розенкранца и Гилденстерна и заменио га фалсификованом копијом у којој се наводи да његови бивши пријатељи треба да буду убијени. Кичовити дворјанин, Озрик, прекида разговор како би Хамлету пренео изазов мачевања од Лаерта. Хамлет, упркос Хорацијевим молбама, прихвата га. Хамлет се у почетку добро сналази, водећи у мечу са два према нула, а Гертруда му наздравља користећи отровану чашу вина коју је Клаудије издвојио за Хамлета. Клаудије покушава да је заустави, али је прекасно: она пије, а Лаерт схвата да ће завера бити откривена. Лаерт сече Хамлета својим отрованим мачем. У насталој тучи, мењају оружје, а Хамлет рањава Лаерта својим отрованим мачем. Гертруда се сруши и, тврдећи да је отрована, умире. У последњим тренуцима, Лаерт се мири са Хамлетом и открива Клаудијев план. Хамлет јуриша на Клаудија и убија га. Како отров делује, Хамлет, чувши да Фортинбрас маршира кроз то подручје, именује норвешког принца за свог наследника. Хорацио, очајан помисли да је последњи преживели и да живи док Хамлет не, каже да ће извршити самоубиство попивши талог Гертрудиног отрованог вина, али Хамлет га моли да настави да живи и исприча своју причу. Хамлет умире у Хорациовом наручју, проглашавајући „остало је тишина“. Фортинбрас, који је наводно марширао према Пољској са својом војском, стиже у палату, заједно са енглеским амбасадором који доноси вести о смрти Розенкранца и Гилденстерна. Хорацио обећава да ће испричати целу причу о томе шта се догодило, а Фортинбрас, видевши целу данску краљевску породицу мртву, узима круну за себе и наређује војну сахрану у част Хамлета.

## Извођење и објављивање
Најстарије забележено извођење драме се догодило у јулу 1602. године; 1603. комад се давао на оба универзитета, Кембриџском и Оксфордском. Упоредо са Ричардом II, Хамлет је изводила трупа капетана Вилијама Килингана броду Британске источноиндијске компаније „Змај“, у приобаљу Сијера Леонеа, септембра 1607. Конвенционалнија дворска извођења почињу 1619. и 1637. године, при чему је ова прва представа изведена 24. јануара у Палати Хемптон. С обзиром да међу Шекспировим ликовима само Фалстаф има већи број алузија и референци у ондашњој литератури, комад је сигурно приказиван чешће него што је то историјски забележено.
Драма је унета и у регистар Стејшонерс компанија 26. јула 1602, и касније те године штампали су га књижари Николас Линг и Џон Трандел. Q1 је "лош кварто," и садржи само нешто више од половине текста који садржи Q2; Q2 је објављен 1604. опет од стране Николаса Линга. Репринти Q2 су уследили 1611. (Q3) и 1637. (Q5); такође постоји и Q4 за који није утврђен датум (вероватно је из 1622). Први фолио се појавио 1623.
Комад је поново оживљен на почетку периода ресторације; Сер Вилијам Дејвнант је продуцирао извођење 1661. године у Lincoln's Inn Fields. У верзији Дејвида Гарика, извођеној у Драри Лејну 1772. гробари су избачени, а насловна улога је продужена. Вилијам Поел је 1881. продуцирао извођење текста Q1.

## Три текста
Постоје три верзије Хамлета из раних 1600-их: „први кварто“ Хамлета из 1603. (назван Q1), „други кварто“ Хамлета из 1604/5. (Q2), и текст Хамлета из Првог Фолија из 1623. (F). За касније квартое и фолије се сматра да су изведени из поменутих, тако да нису од нарочитог значаја за проучавање оригиналног Шекспировог текста. Заправо, сам Q1 је само делимично користан; у пракси Q2 и F су издања на која се највише ослања. Нажалост, ове две верзије садрже доста неконзистентности, што је произвело велику количину коментара, почевши још од најранијих студија Џ. Довера Вилсона (J. Dover Wilson) и Џ. И. Датија (G. I. Duthie) и настављајући се и данас. (Види референце, као и: Фолио и квартои (Шекспир)).
Први издавачи Шекспировог дела, почев од Николаса Роуа (Nicholas Rowe) (1709) и Луиса Теобалда (Lewis Theobald) (1733), су комбиновали материјал из два најранија извора Хамлета који су у то доба били познати, квартоа из 1604/5. и Првог Фолија из 1623. Сваки од текстова садржи материјал који у другом недостаје; постоји доста великих разлика чак и у заједничком материјалу, тако да је свега нешто преко 200 редова идентично у обе верзије. Многи издавачи су приступали мешању, пеглању и синтетизовању материјала из Q2 и F, у циљу да добију обухватан текст који би био што ближи идеализованом Шекспировом оригиналу. Теобалдова верзија је дуго времена била стандард. Наравно, филозофија „целовитог текста“ коју је он успоставио до данашњих дана има утицаја на издаваче. Многи савремени издавачи су урадили у суштини исто што и Теобалд, такође користећи, највећим делом, кварто из 1604/5. и фолио из 1623.

Откриће ретке копије Q1 1823. је донело нове тешкоће. Одмах су уочени недостаци овог текста—Q1 је стога конципиран као "лош кварто." Ипак, и он има извесног значаја: Q1 садржи сценска упутства која откривају како је изгледало извођење, а садржи и читаву сцену, (обично се означава IV,vi) која не постоји ни у Q2 ни у F. Најмање 28 различитих извођења текста Q1 почев од 1881. године показују да је он погодан за извођење. За Q1 се обично сматра да представља „реконструкцију“ или пиратску копију представе коју је изводила Шекспирова сопствена трупа. Значајно је краћи од пуног текста јер је верзија на основу које је настао значајно скраћена за потребе сценског извођења. Сматра се да је један од споредних глумаца (Марчело, највероватније, можда и Волтеманд) те представе извор ове верзије.
Као и у случају два текста за Краља Лира, савремени научници су напустили идеал „целовитог текста", признајући немогућност његове примене у случају Хамлета. Арден Шекспирова публикација различитих верзија Хамлета 2006. године је најбољи показатељ оваквог померања фокуса.

## Хамлет као лик
У овом комаду краљевић Хамлет је далеко најзаступљенији лик: његов проблем представља срж заплета, и његове јавне досетке и унутрашња разматрања доминирају дешавањима на сцени. Улога краљевића је убедљиво најдужа од било које друге улоге у Шекспировим комадима. Ова најомиљенија трагедија има доста неразјашњених тренутака (Да ли је дух добар или зао? Зашто је Офелија умрла?), али највећа тајанственост се тиче Хамлетовог карактера, његове психологије и његових правих мотива. Можемо ли уопште да га схватимо? Постоји обиље спекулација о овим и многим другим питањима везано за овај средишњи лик западњачке књижевности.

## Извођења, адаптације, утицаји и референце

### Хамлету биоскопима и на телевизији
Према наводима Internet Movie Database постоји 22 биоскопских филмова са насловом Хамлет, као и још 16 телевизијских филмова. Још 50 наслова продукција у делу свог наслова садрже ово име или користе варијацију овог имена на неком другом језику. За више детаља, види Екранизације Шекспира (Хамлет).

### ВерзијеХамлета
- Barnet, Sylvan, ур. (1998). Hamlet. Signet Classics. ISBN 978-0451526922.
- Bate, Jonathan; Rasmussen, Eric, ур. (2007). Complete Works. The RSC Shakespeare. New York: Royal Shakespeare Company. ISBN 978-0-679-64295-4.
- Bate, Jonathan; Rasmussen, Eric, ур. (2008). Hamlet. The RSC Shakespeare. The Royal Shakespeare Company. ISBN 978-0-230-21786-7.
- Edwards, Phillip, ур. (1985). Hamlet, Prince of Denmark. New Cambridge Shakespeare. Cambridge: Cambridge University Press. ISBN 978-0-521-29366-2.
- Evans, G. Blakemore, ур. (1974). The Riverside Shakespeare. The Riverside Shakespeare. Houghton Mifflin for Riverside Shakespeare Company. ISBN 978-0-395-04402-5.
- Hibbard, G. R., ур. (1987). Hamlet. Oxford World's Classics. Oxford: Oxford University Press. ISBN 0-19-283416-9.
- Irace, Kathleen O., ур. (1998). The First Quarto of Hamlet. New Cambridge Shakespeare. Cambridge: Cambridge University Press. ISBN 0-521-65390-8.
- Jenkins, Harold, ур. (1982). Hamlet. Arden Shakespeare, second series. London: Methuen. ISBN 1-903436-67-2.
- Lott, Bernard, ур. (1970). Hamlet. New Swan Shakespeare, Advanced series (New изд.). London: Longman. ISBN 0-582-52742-2.
- Thompson, Ann; Taylor, Neil, ур. (2006). Hamlet. Arden Shakespeare, third series. 1. London: Cengage Learning. ISBN 1-904271-33-2.
- Thompson, Ann; Taylor, Neil, ур. (2006). Hamlet: The Texts of 1603 and 1623. Arden Shakespeare, third series. 2. London: Cengage Learning. ISBN 1-904271-80-4.
- Wells, Stanley; Taylor, Gary, ур. (1988). The Complete Works. The Oxford Shakespeare (Compact изд.). Oxford: Clarendon Press. ISBN 0-19-871190-5.
- Weiner, Albert B., ур. (1962). William Shakespeare, Hamlet; The First Quarto 1603. Barrons Educational Series.

### Секундарни извори
- Banham, Martin, ур. (1998). The Cambridge Guide to Theatre. Cambridge Guides. Cambridge: Cambridge University Press. ISBN 0-521-43437-8.
- Barratt, Mark (2005). Ian Mckellen: An Unofficial Biography. Virgin Books. ISBN 978-1-85227-251-7.
- Benedetti, Jean (1999) [1988]. Stanislavski: His Life and Art (Revised изд.). London: Methuen. ISBN 0-413-52520-1.
- Billington, Michael (4. 5. 2001). „Hamlet – Royal Shakespeare Theatre, Stratford Upon Avon”. Theatre. The Guardian. London.
- Billington, Michael (6. 8. 2008). „Hamlet – Courtyard, Stratford-upon-Avon”. Theatre. The Guardian. London.
- Bloom, Harold (1994). The Western Canon. New York: Harcourt Brace. ISBN 978-1-57322-514-4.
- Bloom, Harold (2003). Hamlet: Poem Unlimited. Edinburgh: Canongate. ISBN 1-84195-461-6.
- Bloom, Harold; Foster, Brett, ур. (2008). Hamlet. Bloom's Shakespeare through the ages. Bloom's Literary Criticism. ISBN 978-0-7910-9592-8.
- Blum, Daniel C. (1981). A Pictorial History of the American Theatre, 1860–1980 (5th изд.). Crown Publishers. ISBN 978-0-517-54262-0.
- Brandes, Philip (5. 7. 2001). „A Viking Helmet for Hamlet in Satirical Mad Boy Chronicle”. Los Angeles Times. Приступљено 20. 12. 2017.
- Braun, Edward (1982). The Director and the Stage: From Naturalism to Grotowski. London: Methuen. ISBN 978-0-413-46300-5.
- Britton, Celia (1995). „Structuralist and poststructuralist psychoanalytic and Marxist theories”.  Ур.: Seldon, Raman. From Formalism to Poststructuralism. Cambridge History of Literary Criticism. 8. Cambridge: Cambridge University Press. ISBN 978-0-521-30013-1.
- Brode, Douglas (2001). Shakespeare in the Movies: From the Silent Era to Today. New York: Berkley Boulevard Books. ISBN 0-425-18176-6.
- „Cook, Eyre, Lee And More Join Jude Law In Grandage's Hamlet”. Broadwayworld. 4. 2. 2009. Приступљено 18. 2. 2009.
- Brown, Mark (1. 4. 2016). „Sherlock star Andrew Scott to play Hamlet in new UK production”. Theatre. The Guardian. London. Приступљено 22. 7. 2016.
- Brown, Mark (11. 4. 2018). „Shakespeare's Globe casts its own artistic director as Hamlet”. Theatre. The Guardian. London.
- Budd, Susan (2005).  Rusbridger, Richard, ур. Introducing Psychoanalysis: Essential Themes and Topics. Routledge. ISBN 978-1-135-44570-6.
- Burian, Jarka (2004) [1993]. „Hamlet in Postwar Czech Theatre”.  Ур.: Kennedy, Dennis. Foreign Shakespeare: Contemporary Performance (New изд.). Cambridge: Cambridge University Press. ISBN 0-521-61708-1.
- Burnett, Mark Thornton (2003). „'To Hear and See the Matter': Communicating Technology in Michael Almereyda's Hamlet (2000)”. Cinema Journal. 42 (3): 48—69. ISSN 1527-2087. JSTOR 1225904. S2CID 191444329. doi:10.1353/cj.2003.0007.
- Burrow, Colin (19. 5. 2002). „Will the real Hamlet please stand up?”. The Times. стр. 6  — преко InfoTrac Newsstand.
- Calia, Michael (11. 8. 2014). „Benedict Cumberbatch as 'Hamlet' Opens Next Year, And Is Now Sold Out”. Speakeasy. The Wall Street Journal.
- Canby, Vincent (3. 5. 1995). „Ralph Fiennes as Mod Hamlet”. The New York Times. Приступљено 21. 7. 2016.
- Cairncross, Andrew S. (1975) [1936]. The Problem of Hamlet: A Solution (Reprint изд.). Norwood, PA: Norwood Editions. ISBN 0-88305-130-3.
- Cartmell, Deborah. "Franco Zeffirelli and Shakespeare". In Jackson (2000), pp. 212–221.
- Cecil, William (2012) [First published in 1916]. „Ten Precepts”.  Ур.: Craik, Henry. English Prose, Selections with Critical Introductions by Various Writers and General Introductions to Each Period; edited by Henry Craik. (Online edition by Bartleby.com изд.). New York: The Macmillan Company.
- Chambers, E. K. (2009) [First published 1923]. The Elizabethan Stage. 3. New York: Oxford University Press. ISBN 978-0-19-956750-8.
- Chambers, E. K. (1930). William Shakespeare: A Study of Facts and Problems. Oxford: Clarendon Press. ISBN 0-19-811774-4.
- Cotsell, Michael (2005). The Theater of Trauma: American modernist drama and the psychological struggle for the American Mind. New York: Peter Lang. ISBN 978-0-8204-7466-3.
- Crowl, Samuel. "Flamboyant Realist: Kenneth Branagh". In Jackson (2000), pp. 222–240.
- Crowl, Samuel (2014). Shakespeare's Hamlet: The Relationship Between Text and Film. Screen Adaptations. Arden Shakespeare. ISBN 978-1-4725-3893-2.
- „Jude Law to play Hamlet at 'home' Kronborg Castle”. The Daily Mirror. 10. 7. 2009. Приступљено 14. 7. 2009.
- Davies, Anthony. "The Shakespeare films of Laurence Olivier". In Jackson (2000), pp. 163–182.
- Davison, Richard Allan (1999). „The Readiness Was All: Ian Charleson and Richard Eyre's Hamlet”.  Ур.: Potter, Lois; Kinney, Arthur F. Shakespeare, Text and Theater: Essays in Honor of Jay L. Halio. Newark: University of Delaware Press. ISBN 978-0-87413-699-9.
- Dawson, Anthony B. "International Shakespeare". In Wells & Stanton (2002), pp. 174–193.
- Duncan-Jones, Catherine (2001). Ungentle Shakespeare: scenes from his life. London: Arden Shakespeare. ISBN 1-903436-26-5.
- Fine, Marshall (10. 4. 2013). „Paul Giamatti in Hamlet”. Onstage. The Huffington Post. Приступљено 11. 7. 2015.
- Fox, Margalit (18. 9. 2009). „Jack Manning, Character Actor, Dies at 93”. Theater. The New York Times. Приступљено 14. 9. 2013.
- Freud, Sigmond; Bunker, Henry Alden (1960). „Psychopathic Characters on the Stage”. The Tulane Drama Review. The MIT Press. 4 (3): 144—148. ISSN 0886-800X. JSTOR 1124852. S2CID 149658226. doi:10.2307/1124852.
- Freud, Sigmund (1991) [1900].  Richards, Angela, ур. The Interpretation of Dreams. The Penguin Freud Library. 4. Превод: Strachey, James. London: Penguin. ISBN 0-14-013794-7.
- Freud, Sigmund (1995) [1900].  Brill, A. A., ур. The Basic Writings of Sigmund Freud. Превод: Brill, A. A. New York: The Modern Library. ISBN 978-0-679-60166-1.
- Gardner, Lyn (8. 11. 2002). „Hamlet – West Yorkshire Playhouse, Leeds”. Theatre. The Guardian. London.
- Gay, Penny. "Women and Shakespearean Performance". In Wells & Stanton (2002), pp. 155–173.
- Gilbert, W. S. (1892). „Rosencrantz and Guildenstern”. Foggerty's Fairy: and other tales. London: George Routledge & Sons. Приступљено 27. 6. 2016.
- Gillies, John; Minami, Ryuta; Li, Ruru; Trivedi, Poonam. "Shakespeare on the Stages of Asia". In Wells & Stanton (2002), pp. 259–283.
- „About the Project”. Globe to Globe Hamlet. Shakespeare's Globe. n.d. Архивирано из оригинала 8. 7. 2016. г. Приступљено 25. 7. 2020.
- de Grazia, Margreta (2007). Hamlet without Hamlet. Cambridge: Cambridge University Press. ISBN 978-0-521-69036-2.
- Greenblatt, Stephen (2004a). Will in the World: How Shakespeare Became Shakespeare. New York: W. W. Norton & Company. ISBN 0-393-05057-2.
- Greenblatt, Stephen (21. 10. 2004). „The Death of Hamnet and the Making of Hamlet”. The New York Review of Books. св. 51 бр. 16.
- Grode, Eric (30. 3. 2011). „Dueling Mentors Bedevil a Dithering Young Dane”. Theater Reviews. The New York Times. Приступљено 10. 12. 2011.
- Guernsey, Otis L.; Sweet, Jeffrey, ур. (2000). The Applause/Best Plays Theater Yearbook 1991–1992. Illustrated by Al Hirschfeld (illustrated изд.). Hal Leonard. ISBN 978-1-55783-147-7.
- Guntner, J. Lawrence. "Hamlet, Macbeth and King Lear on film". In Jackson (2000), pp. 117–134.
- Gupta, Priya (7. 2. 2014). „Bollywood returns to their favourite destination Kashmir”. The Times of India. Приступљено 10. 2. 2018.
- Gussow, Mel (3. 4. 1992). „A High-Keyed Hamlet Starring Stephen Lang”. The New York Times. Приступљено 13. 7. 2016.
- Gussow, Mel (14. 10. 1992). „Theater in Review”. Theater. The New York Times. Приступљено 26. 6. 2011.
- Halliday, F. E. (1969) [first ed. 1964]. A Shakespeare Companion 1564–1964. Shakespeare Library. Baltimore: Penguin. ISBN 0-14-053011-8.
- Hattaway, Michael (1982). Elizabethan Popular Theatre: Plays in Performance. Theatre Production. London and Boston: Routledge & Kegan Paul. ISBN 0-7100-9052-8.
- Hattaway, Michael (1987). Hamlet. The Critics Debate. Basingstoke, Hampshire: Macmillan. ISBN 0-333-38524-1.
- Heilbrun, Carolyn (1957). „The Character of Hamlet's Mother”. Shakespeare Quarterly. 8 (2): 201—206. ISSN 0037-3222. JSTOR 2866964. doi:10.2307/2866964. eISSN 1538-3555.
- Hirrel, Michael J. (2010). „Duration of Performances and Lengths of Plays: How Shall We Beguile the Lazy Time?”. Shakespeare Quarterly. Folger Shakespeare Library. 61 (2): 159—182. ISSN 0037-3222. JSTOR 40731154. S2CID 191661049. doi:10.1353/shq.0.0140. eISSN 1538-3555.
- Holland, Peter. "Touring Shakespeare". In Wells & Stanton (2002), pp. 194–211.
- Holland, Peter (2007). „Shakespeare Abbreviated”.  Ур.: Shaughnessy, Robert. The Cambridge Companion to Shakespeare and Popular Culture. Cambridge Companions to Literature. Cambridge: Cambridge University Press. ISBN 978-0-521-60580-9.
- Hortmann, Wilhelm. "Shakespeare on the Political Stage in the Twentieth Century". In Wells & Stanton (2002), pp. 212–229.
- Howard, Jean E. (2003). „Feminist Criticism”.  Ур.: Wells, Stanley; Orlin, Lena. Shakespeare: An Oxford Guide. Oxford Guides. Oxford: Oxford University Press. ISBN 0-19-924522-3.
- Innes, Christopher (1983). Edward Gordon Craig. Directors in Perspective. Cambridge: Cambridge University Press. ISBN 0-521-27383-8.
- Isherwood, Charles (26. 3. 1995). „Middle-Aged, Yet a Prince, Slouching but Haunted”. The New York Times.
- Itzkoff, Dave (30. 6. 2009). „Donmar Warehouse's Hamlet Coming to Broadway With Jude Law”. ArtsBeat. The New York Times. Приступљено 10. 9. 2009.
- Jackson, MacDonald (1986). „The Transmission of Shakespeare's Text”.  Ур.: Wells, Stanley. The Cambridge Companion to Shakespeare Studies. Cambridge Companions to Literature. Cambridge: Cambridge University Press. стр. 163–185. ISBN 0-521-31841-6.
- Jackson, Russell, ур. (2000). The Cambridge Companion to Shakespeare on Film. Cambridge Companions to Literature. Cambridge: Cambridge University Press. ISBN 0-521-63975-1.
- Jones, Ernest (1910). „The Œdipus-Complex as an Explanation of Hamlet's Mystery: A Study in Motive”. American Journal of Psychology. University of Illinois Press. 21 (1): 72—113. ISSN 0002-9556. JSTOR 1412950. S2CID 46623868. doi:10.2307/1412950. eISSN 1939-8298.
- Kellaway, Kate (2017-06-25). „Hamlet review – an all-consuming marvel – 5 out of 5 stars”. The Guardian. Приступљено 2020-11-04.
- Kerrigan, John (1996). Revenge Tragedy: Aeschylus to Armageddon. Oxford: Clarendon Press. ISBN 978-0-19-159172-3.
- Keyishian, Harry. "Shakespeare and Movie Genre: The Case of Hamlet". In Jackson (2000), pp. 72–84.
- Kiernan, Pauline (2007). Filthy Shakespeare: Shakespeare's Most Outrageous Sexual Puns (revised изд.). Quercus. ISBN 978-1-84724-073-6.
- Kirsch, Arthur C. (1969). „A Caroline Commentary on the Drama”. Modern Philology. The University of Chicago Press. 66 (3): 256—261. ISSN 0026-8232. JSTOR 436454. S2CID 162049086. doi:10.1086/390087. eISSN 1545-6951.
- Kliman, Bernice W. (лето 2011). „At Sea about Hamlet at Sea: A Detective Story”. Shakespeare Quarterly. 62 (2): 180—204. ISSN 0037-3222. JSTOR 23025627. S2CID 192187966. doi:10.1353/shq.2011.0025.
- Knowles, Ronald (1999). „Hamlet and Counter-Humanism”. Renaissance Quarterly. Renaissance Society of America. 52 (4): 1046—1069. JSTOR 2901835. S2CID 170767175. doi:10.2307/2901835. eISSN 1935-0236.
- Law, Jude (2. 10. 2009). „Shakespeare's Hamlet with Jude Law”. Charlie Rose (интервју). Интервју са Charlie Rose. PBS. Приступљено 6. 10. 2009.
- MacCary, W. Thomas (1998). "Hamlet": A Guide to the Play. Greenwood Guides to Shakespeare. Westport, Connecticut: Greenwood Press. ISBN 0-313-30082-8.
- Marsden, Jean I. "Improving Shakespeare: from the Restoration to Garrick". In Wells & Stanton (2002), pp. 21–36.
- McKellen, Ian; Puttnam, David; Wax, Ruby; Redgrave, Vanessa; Bates, Alan (1990). For Ian Charleson: A Tribute. London: Constable and Company. ISBN 978-0-09-470250-9.
- Moody, Jane. "Romantic Shakespeare". In Wells & Stanton (2002), pp. 37–57.
- Morrison, Michael A. "Shakespeare in North America". In Wells & Stanton (2002), pp. 230–258.
- Morrison, Michael A. (1997). John Barrymore, Shakespearean Actor. Cambridge: Cambridge University Press. ISBN 0-521-62028-7.
- „Hamlet 1963”. Royal National Theatre. n.d. Архивирано из оригинала 11. 8. 2010. г. Приступљено 21. 7. 2016.
- Novy, Marianne L. (1994). Engaging with Shakespeare: Responses of George Eliot and Other Women Novelists. Athens, Georgia: University of Georgia Press. ISBN 978-0-8203-1596-6.
- O'Connor, Marion. "Reconstructive Shakespeare: Reproducing Elizabethan and Jacobean Stages". In Wells & Stanton (2002), pp. 76–97.
- Osborne, Laurie (2007). „Narration and Staging in Hamlet and its afternovels”.  Ур.: Shaughnessy, Robert. The Cambridge Companion to Shakespeare and Popular Culture. Cambridge Companions to Literature. Cambridge: Cambridge University Press. стр. 114–133. ISBN 978-0-521-60580-9.
- Pitcher, John; Woudhuysen, Henry (1969). Shakespeare Companion, 1564–1964. London: Penguin. ISBN 0-14-053011-8.
- Rosenberg, Marvin (1992). The Masks of Hamlet. London: Associated University Presses. ISBN 0-87413-480-3.
- Rothman, Joshua (14. 8. 2013). „Hamlet: A Love Story”. The New Yorker. Приступљено 20. 7. 2016.
- Rowse, A. L. (1995) [1963]. William Shakespeare: A Biography. New York: Barnes & Noble Books. ISBN 1-56619-804-6.
- Sams, Eric (1995). The Real Shakespeare; Retrieving the Early Years, 1564-1594. Yale University Press. ISBN 978-0300072822.
- Saxo Grammaticus (1983).  Hansen, William, ур. Saxo Grammaticus and the Life of Hamlet: A Translation, History, and Commentary. Lincoln: University of Nebraska Press. ISBN 0-8032-2318-8.
- Schoch, Richard W. "Pictorial Shakespeare". In Wells & Stanton (2002), pp. 58–75.
- Schultz, David G. (16. 7. 2008). „A Play at Poolside: Caridad Svich's 12 Ophelias”. The Brooklyn Rail. Приступљено 26. 6. 2011.
- Shapiro, James (2005). 1599: A Year in the Life of William Shakespeare. London: Faber. ISBN 0-571-21481-9.
- Shaw, George Bernard (1961).  Wilson, Edwin, ур. Shaw on Shakespeare. New York: Applause. ISBN 1-55783-561-6.
- Shenton, Mark (10. 9. 2007). „Jude Law to star in Donmar's Hamlet”. The Stage. Приступљено 19. 11. 2007.
- Showalter, Elaine (1985). „Representing Ophelia: Women, Madness, and the Responsibilities of Feminist Criticism”.  Ур.: Parker, Patricia; Hartman, Geoffrey. Shakespeare and the Question of Theory. New York and London: Methuen. стр. 77–94. ISBN 0-416-36930-8.
- Small, Alan (19. 4. 2019). „International Magazine Recalls Reeves' Reign As Hamlet”. Winnipeg Free Press. Приступљено 26. 11. 2022.
- Smallwood, Robert. "Twentieth-century Performance: The Stratford and London Companies". In Wells & Stanton (2002), pp. 98–117.
- Spencer, Charles (10. 11. 2011). „Hamlet, The Young Vic Theatre: review”. The Daily Telegraph. Архивирано из оригинала 10. 1. 2022. г. Приступљено 18. 3. 2019.
- Starks, Lisa S. (1999). „The Displaced Body of Desire: Sexuality in Kenneth Branagh's Hamlet”.  Ур.: Desmet, Christy; Sawyer, Robert. Shakespeare and Appropriation. Accents on Shakespeare. London: Routledge. стр. 160–178. ISBN 0-415-20725-8.
- Stewart, Rachel (11. 8. 2014). „Cumberbatch's Hamlet most in-demand show of all time”. The Daily Telegraph. London.
- Sulcas, Roslyn (1. 8. 2017). „Kenneth Branagh to Direct Tom Hiddleston in Hamlet”. Theater. The New York Times. Приступљено 21. 12. 2017.
- Tanitch, Robert (1985). Olivier: The complete career. Abbeville Press. ISBN 978-0-89659-590-3.
- Taxidou, Olga (1998). The Mask: A Periodical Performance by Edward Gordon Craig. Contemporary Theatre Studies. 30. Amsterdam: Harwood Academic Publishers. ISBN 90-5755-046-6.
- Taylor, Gary (1989). Reinventing Shakespeare: A Cultural History from the Restoration to the Present. London: Hogarth Press. ISBN 0-7012-0888-0.
- Taylor, Gary. "Shakespeare Plays on Renaissance Stages". In Wells & Stanton (2002).
- Thompson, Ann (2001).  Alexander, Catherine M.S.; Wells, Stanley, ур. Shakespeare and Sexuality. Cambridge: Cambridge University Press. стр. 1—13. ISBN 0-521-80475-2.
- Thompson, Ann; Taylor, Neil (1996). William Shakespeare, "Hamlet". Plymouth, UK: Northcote House, in association with the British Council. ISBN 978-0-74630-765-6. OCLC 954440601.
- Thomson, Peter (1983). Shakespeare's Theatre. Theatre Production. London and Boston: Routledge and Kegan Paul. ISBN 0-7100-9480-9.
- Todoroff, Aimee (19. 3. 2011). „Wittenberg”. Nytheatre.com. Архивирано из оригинала 23. 10. 2017. г. Приступљено 23. 10. 2017.
- Trilling, Lionel (2009). Sincerity and Authenticity. The Charles Eliot Norton Lectures. Harvard University Press. ISBN 978-0-674-50419-6.
- Uglow, Jenny (2002) [1977]. Hogarth: A Life and a World (New изд.). London: Faber and Faber. ISBN 0-571-19376-5.
- Vickers, Brian, ур. (1995a) [1974]. Shakespeare: The Critical Heritage (1623–1692). 1 (New изд.). London: Routledge. ISBN 0-415-13404-8.
- Vickers, Brian, ур. (1995b) [1974]. Shakespeare: The Critical Heritage (1753–1765). 4 (New изд.). London: Routledge. ISBN 0-415-13407-2.
- Vickers, Brian, ур. (1995c) [1974]. Shakespeare: The Critical Heritage (1765–1774). 5 (New изд.). London: Routledge. ISBN 0-415-13408-0.
- Warren, Christopher N. (2016). „Big Leagues: Specters of Milton and Republican International Justice between Shakespeare and Marx” (PDF). Humanity. University of Pennsylvania Press. 7 (3): 365—389. ISSN 2151-4372. S2CID 159721222. doi:10.1353/hum.2016.0020.
- Warren, Jim (n.d). „Every Exit is an Entrance Someplace Else”. Director's Notes. American Shakespeare Center. Архивирано из оригинала 22. 12. 2015. г. Приступљено 20. 6. 2009.
- Wells, Stanley; Stanton, Sarah, ур. (2002). The Cambridge Companion to Shakespeare on Stage. Cambridge Companions to Literature. Cambridge: Cambridge University Press. ISBN 0-521-79711-X.
- Welsh, Alexander (2001). Hamlet in his Modern Guises. Princeton University Press. ISBN 978-0-691-05093-5.
- Wild, Stephi (1. 9. 2022). „Billy Howle Joined by Niamh Cusack and Mirren Mack in Hamlet at Bristol Old Vic; Full Cast Announced”. BroadwayWorld.
- Wilson, J. Dover (1932). The Essential Shakespeare: A Biographical Adventure. Cambridge: Cambridge University Press. ISBN 9780521068277.
- Winstanley, Lilian (1977) [1921]. Hamlet and the Scottish succession, Being an Examination of the Relations of the Play of Hamlet to the Scottish Succession and the Essex Conspiracy. Philadelphia: R. West. ISBN 0-8492-2912-X.
- Winter, William (26. 10. 1875). „Fifth Avenue Theater – Edwin Booth as Hamlet”. The Drama. New-York Tribune. стр. 5. ISSN 1941-0646. LCCN sn83030214. OCLC 9405688.
- Wofford, Susanne L. (1994). „A Critical History of Hamlet”. Hamlet: Complete, Authoritative Text with Biographical and Historical Contexts, Critical History, and Essays from Five Contemporary Critical Perspectives. Boston: Bedford Books. стр. 181—207. ISBN 0-312-08986-4.
- Zhuk, Nataliia (2. 9. 2017). „Tom Hiddleston in Hamlet review: A Supremely Self-Assured Prince – Rada's Jerwood Vanbrugh Theatre”. The Telegraph. ISSN 0307-1235.